# 高元钧
高元钧（1916年3月29日—1993年3月3日），原名高金山，河南宁陵人，中国山东快书演员，“高派”山东快书创始人。代表作品有长篇山东快书《武松传》等。曾任中国曲艺研究会副主席，中国文学艺术界联合会全国委员会委员等职务。

## 生平
7岁时离乡，依靠卖艺为生，11岁时来到南京，14岁拜戚永立为师学演山东快书。1950年到天津表演，1951年被天津文艺工会评为市二等劳模。1993年3月3日因病在北京逝世。